# 松山総合公園
松山総合公園（まつやまそうごうこうえん）は、愛媛県松山市の大峰ヶ台にある都市公園（総合公園）。公園面積は42.25ヘクタールである。立地は城山（勝山）の西方にあたる。1983年に着工、1999年に全施設が完成した。

## 概要
公園内には、360度の眺望ができるヨーロッパの古城風の展望台、都市環境学習センター、広場、遊具、花壇などがある。瀬戸内海や松山平野、松山城の景色を眺められる。2022年（令和4年）8月に日本夜景遺産（自然夜景遺産）に認定された。
公園内はペット禁止となっているが2014年にドッグランが整備された。
園内の第3駐車場で毎年春と秋に松山植木まつりが開催されている。
2024年（令和6年）3月、はぴまるの丘（松山市動物愛護センター）が園内にオープンした。

## 大峰ヶ台遺跡
松山総合公園が所在する大峰ヶ台では、これまでの発掘調査で弥生時代中頃の集落跡が頂上部で発見されているほか、北西部の尾根上で朝日谷2号墳（古墳時代前期）をはじめとする多数の古墳が確認されている。

## 周辺施設
- 埋蔵文化財センター・松山市考古館
- 朝日八幡神社
- 大宝寺
- カトリック松山墓地
- 愛光中学校・高等学校
- 愛媛県立松山商業高等学校第2グラウンド
- 四国朝鮮初中級学校

## アクセス
- 伊予鉄道高浜線
  - 衣山駅または西衣山駅から徒歩15分で公園北入口
- 伊予鉄バス10番線津田団地行
  - 松山総合公園前停留所から徒歩5分で公園東入口
  - 丸山停留所から徒歩10分で松山市考古館